# Natație la Jocurile Olimpice de vară din 2024 - 200 m fluture (feminin)
Proba de înot 200 de metri fluture feminin de la Jocurile Olimpice de vară din 2024 a avut loc în perioada 27-29 iulie 2024 la Paris Aquatics Centre.

## Recorduri
Înaintea acestei competiții, recordurile mondiale și olimpice erau următoarele:
| Record  | Atlet             | Timp    | Loc            | Data              |
| ------- | ----------------- | ------- | -------------- | ----------------- |
| Mondial | Liu Zige (CHN)    | 2:01,81 | Jinan, China   | 21 octombrie 2009 |
| Olimpic | Zhang Yufei (CHN) | 2:03,86 | Tokyo, Japonia | 29 iulie 2021     |

## Program
Orele sunt ora Franței (UTC+1) 
| Data                    | Timp  | Etapă      |
| ----------------------- | ----- | ---------- |
| Miercuri, 31 iulie 2024 | 10:00 | Calificări |
| Miercuri, 31 iulie 2024 | 19:37 | Semifinale |
| Joi, 1 august 2024      | 17:30 | Finala     |

## Rezultate

### Calificări
Înotătoarele cu cei mai buni 16 timpi au avansat în semifinale.
| Loc | Serie | Culoar | Înotătoare            | Țară                       | Timp    | Note |
| --- | ----- | ------ | --------------------- | -------------------------- | ------- | ---- |
| 1   | 3     | 5      | Zhang Yufei           | China                      | 2:06,55 | CS   |
| 2   | 2     | 4      | Regan Smith           | Statele Unite ale Americii | 2:06,99 | CS   |
| 3   | 3     | 3      | Abbey Connor          | Australia                  | 2:07,13 | CS   |
| 4   | 2     | 6      | Helena Rosendahl Bach | Danemarca                  | 2:07,34 | CS   |
| 5   | 2     | 5      | Alex Shackell         | Statele Unite ale Americii | 2:07,49 | CS   |
| 6   | 3     | 4      | Summer McIntosh       | Canada                     | 2:07,70 | CS   |
| 7   | 1     | 6      | Keanna Macinnes       | Marea Britanie             | 2:08,46 | CS   |
| 8   | 1     | 4      | Elizabeth Dekkers     | Australia                  | 2:08,97 | CS   |
| 9   | 2     | 3      | Airi Mitsui           | Japonia                    | 2:09,12 | CS   |
| 10  | 2     | 2      | Boglárka Kapás        | Ungaria                    | 2:09,28 | CS   |
| 11  | 3     | 6      | Chen Luying           | China                      | 2:09,31 | CS   |
| 12  | 1     | 5      | Lana Pudar            | Bosnia și Herțegovina      | 2:09,32 | CS   |
| 13  | 3     | 7      | Georgia Damasioti     | Grecia                     | 2:09,55 | CS   |
| 14  | 1     | 3      | Laura Stephens        | Marea Britanie             | 2:10,46 | CS   |
| 15  | 3     | 2      | Hiroko Makino         | Japonia                    | 2:10,79 | CS   |
| 16  | 1     | 2      | Laura Cabanes         | Spania                     | 2:10,82 | CS   |
| 17  | 2     | 7      | Anja Crevar           | Serbia                     | 2:18,46 |      |
| 18  | 1     | 7      | Alondra Ortiz         | Costa Rica                 | 2:18,56 |      |
| 19  | 3     | 1      | Lia Lima              | Angola                     | 2:22,19 |      |

### Semifinale
Înotătoarele cu cei mai buni 8 timpi au avansat în finală.
| Loc | Serie | Culoar | Înotător              | Țară                       | Timp    | Note  |
| --- | ----- | ------ | --------------------- | -------------------------- | ------- | ----- |
| 1   | 1     | 3      | Summer McIntosh       | Canada                     | 2:04,87 | C     |
| 2   | 1     | 4      | Regan Smith           | Statele Unite ale Americii | 2:05,39 | C     |
| 3   | 2     | 4      | Zhang Yufei           | China                      | 2:06,09 | C     |
| 4   | 1     | 6      | Elizabeth Dekkers     | Australia                  | 2:06,17 | C     |
| 5   | 2     | 3      | Alex Shackell         | Statele Unite ale Americii | 2:06,46 | C     |
| 6   | 1     | 5      | Helena Rosendahl Bach | Danemarca                  | 2:06,65 | C, RN |
| 7   | 2     | 5      | Abbey Connor          | Australia                  | 2:07,10 | C     |
| 8   | 1     | 1      | Laura Stephens        | Marea Britanie             | 2:07,53 | C     |
| 9   | 2     | 6      | Keanna Macinnes       | Marea Britanie             | 2:08,04 |       |
| 10  | 2     | 7      | Chen Luying           | China                      | 2:08,07 |       |
| 11  | 2     | 2      | Airi Mitsui           | Japonia                    | 2:08,71 |       |
| 12  | 1     | 7      | Lana Pudar            | Bosnia și Herțegovina      | 2:08,74 |       |
| 13  | 2     | 8      | Hiroko Makino         | Japonia                    | 2:09,16 |       |
| 14  | 1     | 2      | Boglárka Kapás        | Ungaria                    | 2:09,23 |       |
| 15  | 2     | 1      | Georgia Damasioti     | Grecia                     | 2:10,25 |       |
| 16  | 1     | 8      | Laura Cabanes         | Spania                     | 2:10,60 |       |

### Finala
Rezultate finală.
| Loc | Culoar | Înotătoare            | Țară                       | Timp    | Note  |
| --- | ------ | --------------------- | -------------------------- | ------- | ----- |
| 1   | 4      | Summer McIntosh       | Canada                     | 2:03,03 | RO RC |
| 2   | 5      | Regan Smith           | Statele Unite ale Americii | 2:03,84 | RN    |
| 3   | 3      | Zhang Yufei           | China                      | 2:05,09 |       |
| 4   | 6      | Elizabeth Dekkers     | Australia                  | 2:07,11 |       |
| 4   | 7      | Helena Rosendahl Bach | Danemarca                  | 2:07,11 |       |
| 6   | 2      | Alex Shackell         | Statele Unite ale Americii | 2:07,73 |       |
| 7   | 1      | Abbey Connor          | Australia                  | 2:08,15 |       |
| 8   | 8      | Laura Stephens        | Marea Britanie             | 2:08,82 |       |